# Rapier (pocisk rakietowy)
Rapier – brytyjski pocisk rakietowy ziemia–powietrze zaprojektowany w latach 60. XX wieku i używany przez British Army oraz Royal Air Force.
System Rapier był wykorzystywany m.in. podczas wojny falklandzkiej.